# Than Károly Könnyűipari Vegyészeti Technikum
A Than Károly Könnyűipari Vegyészeti Technikumot 1950-ben alapították eredetileg a hazai textil- és bőripari vállalatok vegyész szakembereinek középszintű képzésére. Az iskola tevékenységi köre az idők folyam többször változott, bővült, de mindig nagyon fontos szerepet töltött – és tölt – be a hozzá tartozó szakterületek szakembereinek képzésében. Számos, később magas beosztásokban tevékenykedő ipari vezető, kutató, oktató szakember itt végezte középiskolai tanulmányait.

## Az iskola története

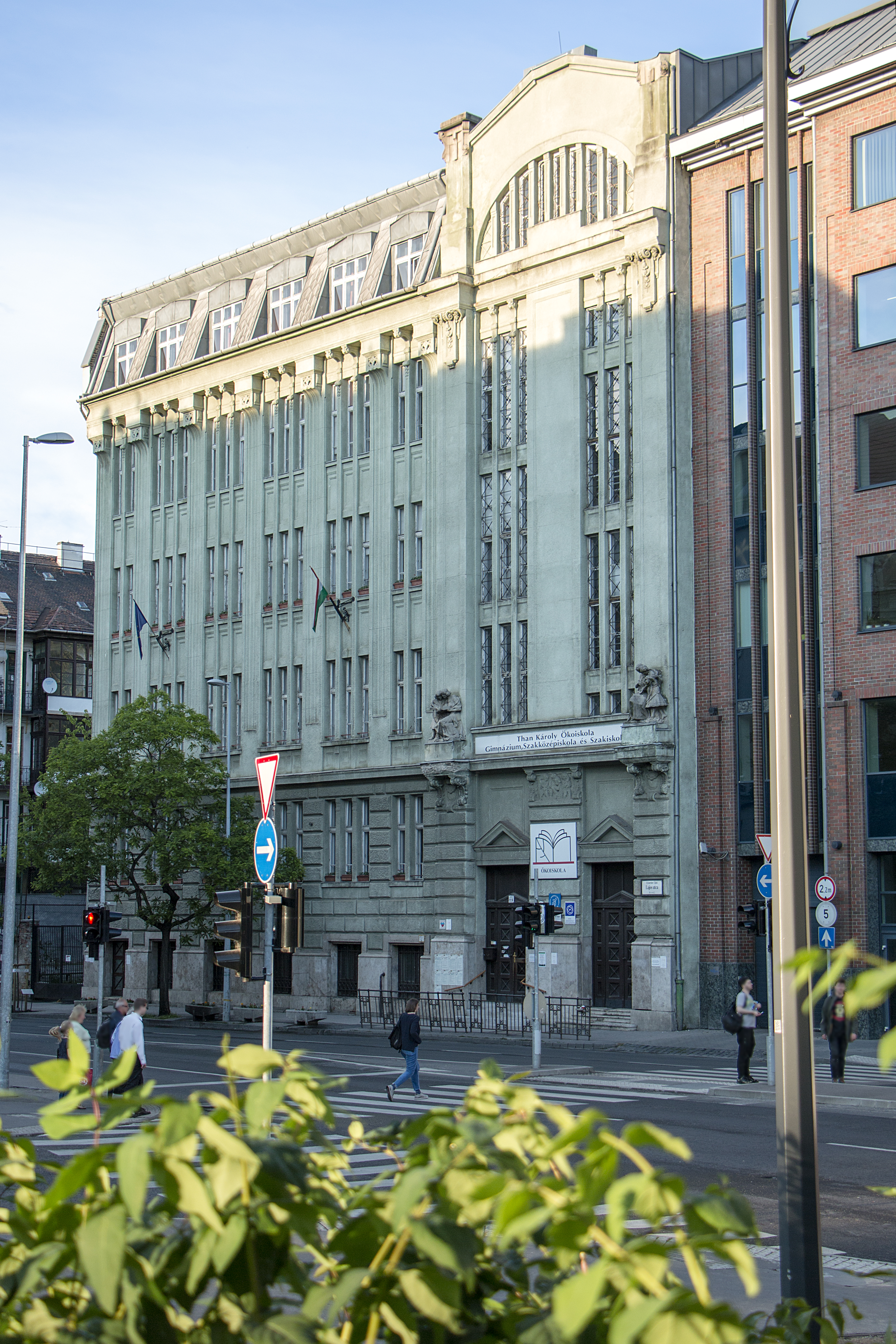
Az iskola épülete

A hazai középfokú vegyészszakember-képzés 1879-ben kezdődött, az akkor alapított Közép-Ipartanodában, későbbi nevén a Budapesti Állami Felsőipari Iskola vegyészeti tagozatán. A 20. század elején gyorsan szaporodó textilgyárak mind jobban igényelték a képzett textiles és vegyész szakembereket. A második világháború után újjászületett és a lakosság ellátásában és az exportkötelezettségek teljesítésében egyaránt oly fontos szerepet betöltött textilipar már elengedhetetlenné tette mind több középfokú képzettségű szakember képzését, annál is inkább, mert a háború miatt ez a terület is sok szakembert vesztett. Ekkor alapította meg a kormányzat az 1950-es évek elején Budapesten az 1. sz. Textilipari Technikumot, Győrben a 2. sz. Textilipari Technikumot és Szegeden a 3. sz. Textilipari Technikumot textiltechnikusok, és Óbudán – ahol számos olyan textil- és bőrgyár működött, ahol tevékenységükhöz nagymértékben szükség volt vegyész szakemberekre – az 1. sz. Vegyészeti Technikumot (1952-től 1. sz. Textil- és Bőrvegyészeti Technikum, 1953-tól Textil- és Bőrvegyipari Technikum) textil- és bőripari vegyésztechnikusok képzésére. 1954-ben ebben az iskolában a papíripari ágazaton is megindult a képzés, így nevét Könnyűipari Vegyészeti Technikumra változtatták. 1955-ben aztán az iskola ismét nevet változtatott: Than Károly Könnyűipari Vegyészeti Technikum néven működött tovább. (Az 1834-től 1908-ig élt Than Károly a budapesti tudományegyetem egykori kémiatanára, a Magyar Tudományos Akadémia tagja, a Királyi Magyar Természettudományi Társulat elnöke volt. Nevéhez fűződik a Kémiai Intézet és a Magyar Chemiai Folyóirat megalapítása, részt vett az első Magyar Gyógyszerkönyv kidolgozásában és még számos egyéb fontos tevékenysége folytán vált a magyar vegyipar jelentős személyiségévé.) Az iskola nappali és esti tagozatán az első húsz évben 1063 tanuló szerzett technikusi oklevelet.

## Az oktatási rendszer változásainak nyomai
A hazai oktatási rendszerben az idők folyamán számos átalakulás ment végbe, ami a Than Károly Technikumot is érintette. 1968-tól a technikumi képzést a szakközépiskolai képzés váltotta fel. 1983-tól megkezdték a textilnyomó szakmunkás képzést. 1987-től a textilvegyipari ágazaton áttértek az ötéves technikusképzésre. A változások természetesen az iskola elnevezésében is nyomot hagytak, 1987-től Than Károly Vegyipari Szakközépiskola, Szakmunkásképző és Gimnázium lett a neve.
Az elkövetkező évek során az iskola tevékenységi köre egyre bővült. 1990-ben bevezették a cellulóz- és papírgyártás számára a szakmunkásképzést, 1995-ben az érettségivel rendelkezők számára a környezetvédelmi méréstechnikus képzést, 1996-ban a környezetvédelem-vízgazdálkodás szakmacsoportban a szakemberképzést.
1997-ben a Bolyai János Textilipari Szakközépiskolát kiköltöztették eredeti, Markó utcai épületéből és – nagyértékű tanműhelyétől megfosztva – 1988-ban az eredetileg Than Károly nevét viselő, de immár Zsigmond téri Gimnázium, Műszaki Szakközépiskola és Szakmunkásképző elnevezésű iskolában helyezték el, összevonva ezt a két oktatási intézményt. Ugyanebben az évben megkezdték a kozmetikai termékgyártó szakmunkás képzést is.
1999-ben újra bővült az iskola tevékenységi köre: érettségizettek számára bevezették a hulladékkezelő technikus képzést, valamint a konfekció-, méteráru- és lakástextileladó-szakmunkás képzést.
2001-ben az iskola képzési területe a Felnőttek Esti Gimnáziumával bővült, majd 2002-ben szakmai oktatási profiljuk is megváltozott: új nevük Zsigmond téri Gimnázium, Műszaki Szakközépiskola és Szakiskola lett – hogy 2004-ben ismét visszakaphassa eredeti Than Károlyt idéző nevét: Than Károly Gimnázium, Szakközépiskola és Szakiskola formájában.
A magyar oktatásszervezésben végbement különféle változások folytatódtak, így az évek során sz iskola különféle funkciókat töltött be. 2008-tól a képzés a Térségi integrált szakképző központ keretei között folytatódott, majd 2009-ben az iskola nevében is tükröződött a környezeti nevelési tevékenység elsőbbsége: Than Károly Ökoiskola, Gimnázium, Szakközépiskola és Szakiskola néven működött tovább 2015-ig, amikor is az iskola önállósága megszűnt és azóta a Budapesti Műszaki Szakképzési Centrum tagintézményeként működik, előbb BMSZC Than Károly Ökoiskolája, Gimnáziuma, Szakgimnáziuma és Szakközépiskolája, majd 2020-tól BMSZC Than Károly Ökoiskola és Technikum néven.

## Oktatási tevékenység
Az iskola fennállása során számos kiváló pedagógust és műszaki szakembert foglalkoztatott, akik között nem egy fontos szerepet töltött be az ipar más területein is, gyárakban, szakmai intézményekben. Jelenleg több mint száz oktató, nevelő-oktató munkát segítő munkatárs, több mint húsz fő technikai személyzet dolgozik azon, hogy minél magasabb színvonalú képzést nyújtson az iskola tanulóinak.
Az iskola jelenlegi (2023) szakképzési struktúrája az alábbi szakmacsoportokban és azon belül ágazatokban valósul meg:
- rendészeti, honvédelmi és közszolgálati szakmacsoport (rendészeti és közszolgálati ágazat, ill. honvédelmi ágazat),
- környezetvédelmi szakmacsoport (környezetvédelmi és vízügyi ágazat),
- vízügyi szakmacsoport (környezetvédelmi és vízügyi ágazat),
- vegyipari szakmacsoport (vegyipari ágazat).

A hazai textilipar sajnálatos visszaesése miatt a textilipari vegyésztechnikusi oktatás az iskolában már csak nyomokban maradt meg.